# Картер Круз
Картер Круз (англ. Carter Cruise; нар. 24 квітня 1991 року, Атланта, Джорджія, США) — псевдонім американської порноакторки, DJ та моделі.

## Життєпис
Народилась в Атланті, Джорджія, виросла у Кері, Північна Кароліна. Має походження черокі та Уельсу. Вивчала психологію у Північнокаролінському університеті. Наприкінці 2013 року покинула університет, щоб розпочати кар'єру в порноіндустрії. До початку в порно працювала обличчям ресторану «Hooters», а також рятівницею на воді.

## Кар'єра
Влітку 2013 року Круз вперше почала працювати еротичною моделлю. Вже через кілька тижнів почала працювати в агентстві «East Coast Talent» і знялася в першій порнографічної сцені. У березні 2014 року переїхала до Лос-Анджелеса, а у червні підписала контракт з агентством «Spiegler Girls». Того ж місяця її світлини вперше з'явились у журналі «AVN».
2015 року Круз стала другою акторкою після Дженни Джеймсон у 1996, яка отримала нагороди AVN в категоріях Найкраща нова старлетка та Найкраща акторка в один рік.

## Нагороди та номінації
| Рік  | Церемонія        | Результат | Категорія | Робота                               |
| ---- | ---------------- | --------- | --- | ------------------------------------ |
| 2014 | NightMoves Award | Перемога  | Best New Starlet (Fan's Choice)                                                                               | Н/Д                                  |
| 2015 | AVN Award        | Перемога  | Найкраща акторка                                                                                              | Second Chances                       |
| 2015 | AVN Award        | Номінація | Best All-Girl Group Sex Scene (з Самантою Сейнт та Пенні Пекс)                                                | Cinderella XXX: An Axel Braun Parody |
| 2015 | AVN Award        | Номінація | Best All-Girl Group Sex Scene (з Аніккою Олбрайт, Даною Деармонд, Сарою Лавв, Мариною Ейнджел та Кеті Паркер) | Twisted Fate                         |
| 2015 | AVN Award        | Номінація | Best Double Penetration Sex Scene (з Рамоном Номаром і Еріком Евергардом)                                     | Meet Carter                          |
| 2015 | AVN Award        | Номінація | Best Group Sex Scene (з Дені Деніелс, Кендіс Деар, Ейдрою Фокс, Джилліан Дженсон і Мануелем Феррарою)         | Manuel Ferrara's Reverse Gangbang 2  |
| 2015 | AVN Award        | Перемога  | Найкраща нова старлетка                                                                                       | Н/Д                                  |
| 2015 | AVN Award        | Номінація | Best Oral Sex Scene (з Пенні Пекс)                                                                            | Cinderella XXX: An Axel Braun Parody |
| 2015 | AVN Award        | Номінація | Best Three-Way Sex Scene — B/B/G (з Ваном Вайлдом і Куртом Локвудом)                                          | American Hustle XXX Porn Parody      |
| 2015 | XBIZ Award       | Перемога  | Best New Starlet                                                                                              | Н/Д                                  |
| 2015 | XBIZ Award       | Перемога  | Best Actress—Feature Movie                                                                                    | Second Chances                       |
| 2015 | XBIZ Award       | Номінація | Best Actress—Couples-Themed Release                                                                           | Happy Anniversary                    |
| 2015 | XBIZ Award       | Перемога  | Best Actress—All-Girl Release                                                                                 | Lesbian Vampire Academy              |
| 2015 | XBIZ Award       | Номінація | Best Supporting Actress                                                                                       | American Hustle XXX                  |
| 2015 | XBIZ Award       | Номінація | Best Scene — Feature Movie (з Чедом Вайтом)                                                                   | Second Chances                       |
| 2015 | XBIZ Award       | Номінація | Best Scene — All-Girl (з A.J. Applegate)                                                                      | Fucking Girls 8                      |
| 2015 | XRCO Award       | Номінація | Best Actress                                                                                                  | Second Chances                       |
| 2015 | XRCO Award       | Перемога  | New Starlet                                                                                                   | Н/Д                                  |
| 2015 | XRCO Award       | Номінація | Cream Dream                                                                                                   | Н/Д                                  |
| 2015 | XRCO Award       | Номінація | Orgasmic Oralist                                                                                              | Н/Д                                  |